# Khaled Mouelhi
Khaled Mouelhi (Tunisi, 13 febbraio 1981) è un ex calciatore tunisino, di ruolo centrocampista.

## Carriera

### Club
Mouelhi iniziò la carriera nel Club Africain, dove militò dal 2001 al 2004. Nel 2005 fu ingaggiato dal Lillestrøm, squadra per cui esordì l'11 settembre dello stesso anno nel successo per uno a zero sul Brann: il tunisino entrò in campo in luogo di Kasey Wehrman.
Il 6 novembre 2005 arrivò assieme alla sua squadra a contendersi l'edizione stagionale della Coppa di Norvegia contro il Molde, ma il Lillestrøm fu sconfitto per quattro a due.
Il 12 agosto 2007 segnò una doppietta nel quattro a zero inflitto al Lyn. Nella stessa stagione, riuscì a vincere la Coppa di Norvegia con la sua squadra: fu infatti titolare nel successo per due a zero della finale contro lo Haugesund.
A gennaio 2011, tornò in patria per giocare con l'Espérance.

### Nazionale
Mouelhi fece parte della selezione che partecipò ai giochi Olimpici del 2004. Nel 2003, inoltre, esordì con la selezione maggiore della Tunisia.

## Palmarès

### Giocatore

#### Club

##### Competizioni nazionali
- Coppa di Norvegia: 1

Lillestrøm: 2007